# 田川飛旅子
田川 飛旅子（たがわ ひりょし、1914年8月28日 - 1999年4月25日）は、日本の俳人・工学者。本名・博。東京出身。

## 経歴
東京府豊多摩郡渋谷町（現渋谷区）生まれ。1933年に日本メソジスト協会中央会堂にて洗礼を受けた。府立六中(現東京都立新宿高等学校)、一高を経て1940年に東京帝国大学工学部卒。卒業と同時に古河電池に入社し電池製作所に配属。戦後に同技師長、役員として勤務。工学者としては『電池及蓄電池』（1953年）の著書があり、1961年に東京大学から博士号を受けている。
一高在学中に短歌に興味を持ち「アララギ」に入会、土屋文明に師事。また中学の時より画家耳野卯三郎に油絵を習い、1938年「妹の像」で光風会に入選している。古河電池に入社した1940年、同僚に勧められて飛旅子の俳号で俳句を始め、同年10月に加藤楸邨の「寒雷」創刊号に投句、「寒雷集」巻頭を取る（二席が永田耕衣であった）。この巻頭を生涯の誇りとした。1946年、澤木欣一らの「風」創刊二号より参加、同人。1947年、古沢太穂らとともに「寒雷」同人。1973年「陸」を創刊・主宰。1979年、『加藤楸邨全集』編集委員を担当。現代俳句協会幹事長、同副会長を歴任。第3回清山賞、第10回現代俳句協会大賞を受賞。
代表句に「遠足の列大丸の中とおる」など（大丸はデパートの名）。鋭くメカニックな観察と乾いた叙情を特徴とする。60歳代で彫刻家ジャコメッティに傾倒し、物をあるがままに見る態度をさらに強くした。川柳などからも学び、「非常口に緑の男いつも逃げ」などのおかしみのある無季句も作っている。

## 句集
- 花文字（1955年、風発行所）
- 外套（1965年、風発行所）
- 植樹祭（1971年、自然社）
- 邯鄲（1975年、卯辰山文庫）
- 山法師（1980年、卯辰山文庫）
- 薄荷（1982年、現代俳句協会）
- 使徒の眼（1993年、角川書店）

## 関連文献
- 『田川飛旅子読本』 角川書店、1995年